# Nobles County
Nobles County er et county i den amerikanske delstat Minnesota. Nobles County ligger i den sydvestlige del af delstaten og grænser op til Murray County i nord, Cottonwood County i nordøst, Jackson County i øst og mod Rock County i vest. Mod syd grænset det op til delstaten Iowa.
Nobles Countys totale areal er 1.871 km² hvoraf 18 km² er vand. I 2000 havde amtet 20.832 indbyggere. Det administrative centrum ligger i byen Worthington, som også er største by i Nobles County. 
Nobles County er opkaldt efter William H. Nobles.
43°40′N 95°46′V / 43.67°N 95.76°V